# Alexandru Suceveanu
Alexandru Suceveanu (n. 11 martie 1940 – d. 24 mai 2013) a fost un istoric, arheolog și epigrafist român, recunoscut pentru cercetările științifice efectuate în situl arheologic de la Histria.

## Cariera profesională
Alexandru Suceveanu s-a născut la data de 11 martie 1940 în orașul București. A absolvit în anul 1961 cursurile Facultății de Filologie Clasică din București. Din anul 1962 lucrează ca arheolog și cercetător principal I la Institutul de Arheologie „Vasile Pârvan” din București. În anul 1973 a obținut titlul de Doctor în istorie cu lucrarea "Viața economică în Dobrogea romană".
Istoricul și arheologul Alexandru Suceveanu și-a dedicat viața cercetării cetății grecești Histria, șantierul unde a deprins profesiunea de arheolog. Din anul 1966, s-a ocupat de cercetarea monumentului Terme II din afara cetății târzii, unde a săpat până în anul 1973. În perioada 1973-1977, a efectuat săpături la monumentul Termele I din cetatea Histria, cercetări arheologice pe care le-a și publicat în volumul VI al monografiei Histria. De-a lungul anilor, a întreprins săpături și la Fântânele, punct arheologic din teritoriul histrian și la Murighiol, care, în antichitate, se numea Halmyris, cercetări pe care, de asemenea, le-a publicat.
În anul 1984, dr. Alexandru Suceveanu s-a reîntors pentru continuarea cercetărilor la cetatea Histria. Din 1989 până în 2010, a deținut funcția de responsabil științific al șantierului arheologic Histria. În anul 2002, a terminat de cercetat Bazilica Episcopală, cea mai mare din Dobrogea, având 60 m lungime și 30 m lățime. La cercetarea unui sector din perioada romană, el a descoperit un sanctuar grecesc sub o casă romană. Într-un alt sector, dr. Suceveanu a descoperit sub o Bazilică creștină un sanctuar păgân, iar în fântâna sacră a sanctuarului păgân a scos la suprafață un bogat inventar arheologic. Recent, el a descoperit trei case romane în afara incintei romane târzii.
El și-a publicat toate cercetările. De-a lungul timpului, el a colaborat cu cercetători de la Institutul de Arheologie "Vasile Pârvan" al Academiei Române din București, dar și cu arheologi din cadrul Muzeului de Istorie Națională și Arheologie Constanța.
Printre temele sale de cercetare menționăm:
- arheologia epocii romane timpurii (secolele I - III p. Chr.) din Dobrogea cu următoarele aspecte: stratigrafia acestei epoci, istoria ei politică, viața economică, organizarea administrativă (statutele juridice ale cetăților grecești și romane), viața rurală și termele romane;
- arheologia epocii romane târzii (secolele IV - VII p. Chr.) din Dobrogea cu următoarele aspecte: stratigrafia acestei epoci, organizarea administrativă și bazilici creștine.

Dr. Alexandru Suceveanu a deținut funcția de director științific în cadrul Institutului de Arheologie al Academiei Române, lucrând în paralel și ca responsabil științific al sitului arheologic de la Histria, cel mai mare șantier arheologic din Dobrogea.

## Lucrări publicate
Alexandru Suceveanu este autor a numeroase studii privind cetatea Histria, ceramica romană, așezarea de la Fântânele din teritoriul histrian, dintre care menționăm următoarele:
- Viața economică în Dobrogea romană (secolele I - III e.n.) (Ed. Academiei RSR, București, 1977),
- Histria VI. Les thermes romains (București - Paris, 1982) - în colaborare,
- La Dobroudja romaine (Ed. Enciclopedică, București, 1991) - împreună cu prof. dr. Alexandru Barnea,
- Alexandru cel Mare (Ed. Academiei Române, București, 1993) - monografie,
- Fântânele. Contribuții la studiul vieții rurale în Dobrogea romană (Ed. Academiei Române, București, 1998),
- Histria X. La céramique romaine des I - III siècles ap. J.-C. (București, 2000),
- Daco-romani, romanici, alogeni (Ed. Enciclopedică, București, 2001) - coordonatori: prof. univ. dr. Dumitru Protase și cercetător principal I dr. Alexandru Suceveanu,
- Halmyris I. Monografie arheologică (Ed. Nereamia Napocae, Cluj Napoca, 2003) - împreună cu Mihail Zahariade, Florin Topoleanu, Gheorghe Poenaru-Bordea,
- Histria. Sector Bazilica episcopală, în "Cronica cercetărilor arheologice din România, campania 2002" (București, 2003)
- În legătură cu organizarea administrativă a Histriei în perioada Dominatului, în volumul coordonat de prof. dr. Constantin C. Petolescu - "Studia historica et theologica. Omagiu profesorului Emilian Popescu" (București-Iași, 2003)
- Histria, vol. XIII. La basilique épiscopale (Ed. Academiei Române, București, 2007) etc.